# Game Freak
Game Freak, Inc. (яп. 株式会社ゲームフリーク, кабусікі гайся ге:му фурі:ку) — японська компанія-розробник комп'ютерних і відеоігор, заснована 26 квітня 1989 Сатосі Тадзірі, Кеном Сугіморі і Дзюн'іті Масудою. Вона знаменита тим, що розробляє ігри серії Pokémon, а також кілька інших проектів.
Спочатку незалежна, після виходу в 1996 році Pokémon Red і Blue Game Freak стала другорядним розробником Nintendo, які розробляють ігри ексклюзивно для її платформ, залишаючись при цьому окремою компанією. Станом на квітень 2011 року, коли Сатосі Тадзірі був призначений Генеральним директором компанії, штат компанії складався з 71 чоловік. Її головний офіс знаходиться на 22 поверсі будівлі Carrot Tower, розташованого в Сетагаї, Токіо.